# Mehdi & Val

Mehdi & Val est une série télévisée, jeunesse canadienne réalisée par Martin Cadotte et diffusée depuis le 5 janvier 2018 sur Radio-Canada.

## Synopsis
Mehdi & Val est une série d’aventure dans laquelle Valérie (9 ans) et son demi-frère Mehdi (11 ans) voyagent entre le temps présent et le Moyen Âge pour s’amuser, explorer et prêter main-forte à Roselyne et Tristan, deux villageois de leur âge. Ces derniers sont aux prises avec Alix, le fils du seigneur de Tircavel. 

## Fiche technique
- Titre : Mehdi & Val
- Idée originale: Marie-Hélène Dubé[5]
- Réalisation : Martin Cadotte[6], Jocelyn Forgues
- Scénario et dialogues : Marie-Hélène Dubé, Vincent Poirier, Sébastien Bertrant, Émanuel Aquin, Marc-Antoine Cyr, Isabelle Pruneau-Brunet
- Production : Marie-Pierre Gariépy et Michel St-Cyr, Guy Villeneuve
- Direction artistique : Fanny Gauthier, Nathalie Stringer
- Photographie : Phillip Grondin
- Montage : Olivier Aubut, Carolyn Lecorre, Samy Ezdi
- Musique : David Burns
- Société de production : Slalom[7], Groupe Fair-Play
- Société de distribution : Société Radio-Canada
- Pays d'origine :  Canada
- Langue d'origine : français
- Format : Couleur - 1,78:1
- Genre : Comédie fantastique
- Nombre d'épisodes : 163 (5 saisons)
- Durée : 24 minutes
- Province de tournage: Ontario
- Dates de première diffusion :  Ontario : 6 janvier 2018 à 8AM

## Distribution[8]
- Valérie: Marilou Forgues
- Mehdi: Clifford Leduc-Vaillancourt
- Alix: Antoine Marchand, Mathéo Piccinin
- Roselyne: Emilia Charron
- Tristan: Elliot Miville-Deschênes
- Flora: Ève Galhidi-Gratton
- Céleste: Laurence Latreille
- Gaspard: Pascal Boyer
- Frère Éloi: Pierre Simpson
- Dame Viviane: Chanda Gibson
- Monlourdo: Roch Castonguay
- Margot: Anie Richer
- Seigneur de Tircavel: Vincent Poirier
- Geoffroy: David Bélizaire
- Louis: Richard J. Léger
- Nadine: Mélanie Beauchamp
- Dalia: Jasmine Lemée
- Dame Gertrude: Sophie Goulet

## Distinctions
- Prix Gémeaux 2019[9]
  - 2019 - Finaliste - Meilleure série jeunesse (12 ans et moins)
  - 2019 - Finaliste - Meilleure expérience interactive: toutes catégories
- Prix Gémeaux 2018[10]
  - 2018 - Finaliste - Meilleure série jeunesse (12 ans et moins)
- FRESH TV 2019[11]
  - Mehdi et Val est présentée à Cannes au Fresh TV!